# Hulin
Pour les articles homonymes, voir Hulin (homonymie).
Hulin (虎林 ; pinyin : Hǔlín) est une ville de la province du Heilongjiang en Chine. C'est une ville-district placée sous la juridiction de la ville-préfecture de Jixi.

## Démographie
La population du district était de 300 825 habitants en 1999.